# ویلیام دویل
ویلیام دویل (به انگلیسی: William Doyle) (زاده ۱۹۵۱) کارآفرین، بازرگان و مدیر ارشد اجرایی کانادایی است، که در حال حاضر به‌عنوان مدیر عامل اجرایی شرکت پتاش‌کورپ فعالیت می‌کند.